# Strategic Air Command (film)
Cet article concerne le film d'Anthony Mann. Pour le commandement de l'US Air Force, voir Strategic Air Command.
Pour plus de détails, voir Fiche technique et Distribution.
Strategic Air Command est un film américain réalisé par Anthony Mann, sorti en 1955. 
Le rôle principal est tenu par James Stewart, grande vedette hollywoodienne (Oscar du meilleur acteur en 1941) et authentique pilote de l'US Air Force qui atteint le grade de brigadier-général de réserve.

## Synopsis
Robert « Dutch » Holland, champion de baseball et ancien pilote de bombardier est rappelé par l'US Air Force pour servir au sein du Strategic Air Command.

## Fiche technique
- Titre original : Strategic Air Command
- Réalisation : Anthony Mann, assisté de Bernard McEveety
- Scénario : Valentine Davies, Beirne Lay Jr.
- Direction artistique : A. Earl Hedrick (en), Hal Pereira
- Décors : Sam Comer, Frank R. McKelvy
- Costumes : Edith Head
- Photographie : William Daniels
- Son : Gene Garvin, Harry Lindgren
- Montage : Eda Warren
- Musique : Victor Young
- Production : Samuel J. Briskin
- Société de production : Paramount Pictures
- Société de distribution : Paramount Pictures
- Pays de production :  États-Unis
- Langue originale : anglais
- Format : couleur (Technicolor) — 35 mm — 1,66:1 (VistaVision) —  son Mono (Perspecta Sound encoding) (Western Electric Recording)
- Genre : Drame
- Durée : 112 minutes
- Dates de sortie : 
  - États-Unis : 20 avril 1955 (première à New York)[1]
  - France : 7 octobre 1955

## Distribution
- James Stewart (VF : Roger Treville) : le lieutenant-colonel Robert « Dutch » Holland (en)
- June Allyson (VF : Claire Guibert) : Sally Holland
- Frank Lovejoy (VF : Marc Valbel) : le général Ennis C. Hawkes
- Barry Sullivan : le lieutenant-colonel Rocky Samford
- Alex Nicol : Ike Knowland
- Bruce Bennett : le général Espy
- Jay C. Flippen (VF : Raymond Rognoni) : Tom Doyle
- James Millican (VF : Abel Jacquin) : le major-général « Rusty » Castle
- James Bell (VF : Paul Ville) : le révérend Thorne
- Rosemary De Camp (VF : Marie Francey) : Mme Thorne
- Richard Shannon : le pilote instructeur de vol
- John McKee : le capitaine Symington
- Harry Morgan : le sergent Bible (ingénieur de vol)

Acteurs non crédités (liste partielle)
- Bess Flowers : l'invitée à la fête
- Strother Martin : l'aviateur
- Harlan Warde : l'agent de service